# 魔幻王朝
《魔幻王朝》，英文原名《The 10th Kingdom》，是一部由西蒙·穆爾撰寫劇本的美國連續短劇。故事講述居於曼哈頓的一個年輕女子與其父親穿過一面魔鏡進入一個奇幻世界的歷險旅程。這部由Hallmark Entertainment與NBC製作的影片於2000年首播，片長約417分鐘。

## 故事簡介
在另一個世界裡，囚禁獄中的王后在巨人之王的幫助下成功越獄，用魔法把她的狗與前來探監的第四王國的雲度王子（白雪公主的孫子）調換了身體。變成狗的雲度逃走，穿越一面古老魔鏡來到所謂的「第十王國」，亦即是我們所處的世界。追捕雲度的三個巨人也隨之進入第十王國。
一個紐約女侍應維珍在上班途中撞倒變成狗的雲度，暫時收留了牠。王后從獄中釋放了一個狼人，派他去捉回雲度。狼人找到維珍，對她產生好感，但狼人的舉動令維珍對他的印象甚差。維珍父親東尼以透露女兒行蹤從狼人那裡得到魔術豆，並吃了它。狼人再次找到維珍，卻被她擺脫。東尼陰差陽錯之下被警察追捕，在中央公園遇到女兒及雲度，東尼許了能聽明白狗說話的願望，二人與雲度穿越魔鏡進入雲度的世界，那裡有九個王國，分別由著名童話故事人物的後代統治。
王后打算扶植佔據雲度身體的狗登上王位。東尼與雲度被困在監獄中，而維珍就被巨人捉走。狼人從巨人手中救出維珍，他們前往監獄營救東尼。維珍父女、狼人及雲度集合在一起，維珍父女渴望回家，想找回那塊魔鏡，狼人想追求維珍，而雲度就想奪回王位，他們在旅途上遇到許多在童話故事中出現的事物。

## 登場角色
- 維珍（金伯利·威廉斯飾） - 東尼的獨女，與父親住在紐約中央公園附近。進入魔鏡另一面的世界後，被巨人捉走，為狼人所救。
- 狼人（斯科特·科恩飾） - 王后把他從白雪紀念監獄釋放，但要他捉回變成狗的雲度，後來他違背了王后的命令。為了討好維珍而嘗試改變自己。
- 東尼（約翰·拉洛奎特飾） - 早年經歷生意失敗。故事開始時，他在居住的大廈任職修理員，對上司敢怒不敢言。
- 雲度王子（丹尼爾·萊派恩飾） - 白雪公主之孫。故事開始時，他正在準備登基典禮，即將成為第四王國的統治者。
- 王后 - 維珍和東尼的親人，多年前被白雪公主的後母帶到九個王國的世界。
- 巨人之王
- 巨人之王的三個子女
- 獵人 - 聽從王后命令行事。他射出的箭，只會在命中跳動的心臟後才會停下來。

## 工作人員
- 導演：戴维·卡森及Herbert Wise
- 編劇：西蒙·穆爾

## 主題曲
- 「Wishing on a Star」，Miriam Stockley主唱。